# Sonja Röder
Sonja Röder (* 30. November 1964 in Hermeskeil) ist eine deutsche Schriftstellerin.

## Leben
Röder wuchs im Rheinland auf. Sie studierte von 1985 bis 1992 in Mainz Germanistik, Allgemeine und Vergleichende Literaturwissenschaft und Buchwesen. Während ihres Germanistikstudiums erhielt sie das Stipendium Europahøjskole på Møn i Danmark, 1986, som student og lærer (tysk, litteratur, translatør og så videre), også i København og Luxemburg und das Stipendium der Friedrich-Ebert-Stiftung (Germanistik, Komparatistik, Buchwesen). Sie ist „Mama einer kleinen, grandiosen Teilzeitautistin“ (Röder) und lebt derzeit mit ihrer Tochter in Bonn.
Für ihre Texte, reich an Wortspielen und Sarkasmen, die das in der Sprache manifestierte Herkömmliche unterlaufen und schonungslos den alltäglichen Schwachsinn aufdecken, erhielt sie zahlreiche Preise.

## Werke
- „Ein Mann Eine Frau“, die Teile I, II, IV und VII. In: Saarbrücker Hefte. Heft 69, Juni 1993
- „Ein Mann Eine Frau“, Teil X. In: Kakadu. Kultur des Saarlandes. Oktober 1993
- „Theater der Indifferenz: NoName. Extraausgabe“, Bernd Bauer Verlag, Berlin, 1994
- Down and out. Jugendtheaterstück 1995
- „Ein Mann Eine Frau“, Teil IV. In: Mein heimliches Auge. Jahrbuch der Erotik IX. Hrsg. von Claudia Gehrke + Uve Schmidt. Tübingen 1994
- „Lebens(hin)länglich Lebens(ge)läufiges“. Teil I (Auszug). In: Stimmen von morgen. Die besten Kurzgeschichten aus dem Bettina-von-Arnim-Preis 1994. Hrsg. von Ulrike Bauer. München u. a.: Piper 1994
- „Lebens(hin)länglich Lebens(ge)läufiges“. Teil II (Auszug). In: Fluchtpunkte. Rheinland-pfälzisches Jahrbuch f. Literatur 2. - Hrsg. von Gerd Forster, Sigfrid Gauch und Hedi Klee. Frankfurt am Main: Brandes und Apsel 1995
- “Ein Herz und eine S.”. In: Perspektive. Literaturzeitschrift. Graz. Hrsg. von Helmut Schranz, 1996
- “Film.doc”. In: Wortbrüche. Rheinland-Pfälzisches Jahrbuch für Literatur 5. Frankfurt a. M. 1998
- „Er sah die Leiche und lachte“. In: ersatzlos gestrichen. Ausgewählte kurzkrimis des alfred-gesswein-preises 2001. St. Pölten: Podium 2001
- Lethe. In Lyrik 2000 S – Unterwelt. Beiträge aus dem gleichnamigen Lyrikwettbewerb 2004, S. 100f.
- Alles Roger. In: Fortgesetzter Versuch einen Anfang zu finden. Ausgewählte Texte zum 1. Literaturpreis des Freien Deutschen Autorenverbandes. FDA Bibliothek. Salon Literaturverlag 2005
- Mathemadings: In: Nordhessen intim. Ein Lesebuch. Verlag Wortwechsel 2006 (= Hessenbuch des Jahres 2006)
- Mathemadings auch in: Poesie im Zug. Macht Schule. 2010

## Auszeichnungen
- 1993 EXperimenta-Preis der Rheinland-Pfälzischen Literaturtage
- 1993 Nominierung für den Literatur-Förderpreis der Stadt Mainz, Publikumspreis
- 1994 Literazzia, Mainz, Publikumspreis
- 1994 Martha-Saalfeld-Förderpreis des Ministeriums für Bildung und Kultur Rheinland-Pfalz
- 1995 Zweiter Preis beim Literaturwettbewerb innerhalb der Kulturtage 1995 in Dillingen an der Donau
- 1997 Literaturstipendium der Landeshauptstadt München
- 1997 Joseph-Breitbach-Förderpreis, SWF u. Kulturministerium Mainz
- 2000 Stipendium Paul Maar, Kinder- und Jugendtheaterzentrum Deutschland
- 2000 Nominierung für den Peter-Härtling-Preis
- 2001 3. Irseer Pegasus
- 2001 Alfred-Gesswein-Literaturpreis